# جماعة إيزيس
جماعة إيزيس (بالإنجليزية: Fellowship of Isis، وتعرف اختصارا: FOI) هي منظمة روحية دولية، نشأت لتعزيز الوعي بالآلهة بصفةٍ عامة، وهي تعمل بشكل خاص للتعريف بلإله المصري إيزيس. جماعة إيزيس هي منظمة متعددة الأديان ومتعددة الأعراق والثقافة، وعلى الرغم من أن المنظمة تدعو للآلهة الوثنية، إلا أنها تعتبر نفسها ديانة وثنية جديدة.

## الممارسات
على مدى عقودٍ ماضية منذ سبعينات القرن العشرين، طورت المجموعة عدد من الطقوس الدينية أسمتها المانيفستو، توضح هذه المبادئ بالتفصيل كيف يمكن أن تمارس هذه الديانية من قبل الأعضاء المهتمين، وذلك من خلال إقامة علاقة بين الذات والإله. يتم تشجيع الأعضاء على التعبير عن هذه العلاقة الروحية من خلال سن الطقوس والصلوات والتأملات. الطقوس مستمدة من التراكيب الطقسية للوثائقية المعاصرة والروحانية الإلهية والمنح الأثرية المتعدّدة إلى التجارب الدينية في العالم القديم. كتبت الطقوس وعادة ما تسمى (الليتورجيا) من قبل أوليفيا روبرتسون.